# Brett Tucker
Brett Tucker (Melbourne, Victoria, 21 de mayo de 1972) es un actor australiano, conocido por haber interpretado a Dave Brewer en Mcleod's Daughters, a Daniel Fitzgerald en Neighbours y a Harry Davis en Mistresses.

## Biografía
Es hijo de Ken y Janice Tucker, tiene tres hermanos Nicky Tucker, Mark Tucker y David Tucker.
En 1996 se graduó de la "Escuela Nacional de Teatro y Drama" en Melbourne.
Salió durante 10 meses con la actriz australiana Eliza Taylor-Cotter, quien es 17 años menor que él, sin embargo la relación terminó en diciembre del 2008. Brett también salió con la cantante Ricki-Lee Coulter.

## Carrera
Su primera actuación fue en un episodio de Snowy River: La Saga McGregor en 1994. 
Una de sus actuaciones más conocidas es la de Dave Brewer en el drama australiano Mcleod's Daughters, en donde hace el papel del veterinario local desde el 2003 hasta el 2006, luego de que su personaje se fuera de Drovers Run para irse a África.
Tucker ha actuado dos veces con la actriz Catherine Wilkin, primero en Mcleod's Daughters, donde Catherine interpretó a Liz Ryan y luego en The Saddle Club, donde dio vida a la Señora Reg, su madre. 
Brett se unió a la exitosa serie australiana Neighbours desde 1995 donde interpretó a Daniel Fitzgerald hasta el 2009, luego de que su personaje se fuera de la calle Ramsay al sentirse culpable por haber engañado a su esposa Libby Kennedy con Stephanie Scully.
En el 2010 interpretó a Phillip en el episodio Perdition, de la serie Legend of the Seeker, Phillip era el esposo de la confesadora Kahlan en otra dimensión.
El 13 de septiembre del mismo año Brett regresó para un episodio de la serie Neighbours, donde volvió a interpretar a Dan. Su personaje regresó a la calle Erinsborough para llevarse al bebé que tuvo con Steph después de que esta decidiera dásrelo y no quedarse con él. El episodio fue filmado en el 2009 antes de que Brett se fuera.
Desde su llegada a los Estados Unidos, Brett ha aparecido como invitado en importantes series americanas como CSI: Crime Scene Investigation y en CSI: NY, en esta última interpretó a Theodore Westwick, quien dice haber sido atacado por un intruso quien también asesinó a su secretaria, sin embargo luego se revela que Theodore asesino a su secretaria cuando este lo amenazó con revelar su amorío y al "criminal", cuando este trataba de salvar a la joven de Theodore.
En el 2011 apareció en la serie Off the Map donde interpretó a Jonah. A finales de marzo del mismo año se anunció que Brett se uniría a la nueva serie Wonder Woman junto a la actriz Adrianne Palicki, sin embargo está no fue escogida para salir al aire.
En el 2012 apareció como invitado en las series norteamericanas Spartacus: Vengeance donde dio vida a Publius Varinus y en Castle interpretando a Colin Hunt. Ese mismo año apareció en un episodio de la serie australiana Lowdown.
En el 2013 se unió al elenco principal de la versión norteamericana de la serie Mistresses donde interpretó a Harry Davis, un exitoso dueño de un restaurante y el amoroso esposo de Savannah "Savi" Carver-Davis (Alyssa Milano), que termina divorciándose de ella cuando descubre que está teniendo una aventura con su compañero de trabajo, hasta el final de la serie durante su cuarta temporada en el 2016.
A mediados de octubre de 2016 se anunció que Brett se había unido al elenco recurrente de la quinta temporada de la serie norteamericana The Americans donde dará vida al encantador, pasional e inteligente científico Ben Stobert.

## Filmografía

### Series de televisión
| Año         | Título                                     | Personaje                | Notas                               |
| ----------- | ------------------------------------------ | ------------------------ | ----------------------------------- |
| 2021        | Arcane                                     | Singed                   | 6 episodios                         |
| 2021        | The Big Leap                               | Linus                    | Papel recurrente                    |
| 2021        | Atypical                                   | Niles Blanderman         | Episodio: "Dead Dreams"             |
| 2021        | Lie With Me                                | Jake Fallmont            | Papel principal                     |
| 2020        | AJ and the Queen                           | Officer Peter Dembrowski | Episodio: "Louisville"              |
| 2019        | Grey's Anatomy                             | Lucas Ripley             | Episodio: "What I Did For Love"     |
| 2018 - 2019 | Station 19                                 | Lucas Ripley             | Papel recurrente Temporadas 1-2     |
| 2018        | The Brave                                  | Xander Martin            | Episodio "Grounded"                 |
| 2017        | Newton's Law                               | Callum Docker            | 6 episodios                         |
| 2017        | This Is Us                                 | Gerente de la Banda      | Episodio "A Father's Advice"        |
| 2017        | The Americans                              | Ben Stobert              | 5 episodios                         |
| 2013 - 2016 | Mistresses                                 | Harry Davis              | 52 episodios                        |
| 2012        | Lowdown                                    | Kade Thompson            | Episodio "One Fine"                 |
| 2012        | Castle                                     | Colin Hunt               | Episodio "The Limey"                |
| 2012        | Spartacus: Vengeance                       | Publius Varinus          | 5 episodios                         |
| 2011        | Rizzoli & Isles                            | Steve Sander             | Episodio "Seventeen Ain't So Sweet" |
| 2011        | NCIS: Naval Criminal Investigative Service | Geoffrey Brett           | Episodio "Enemy on the Hill"        |
| 2011        | Wonder Woman                               | -                        | -                                   |
| 2011        | Off the Map                                | Dr. Jonah Simpson        | 2 episodios                         |
| 2010        | CSI: Crime Scene Investigation             | Kyle Adams               | Episodio "Cold Blooded"             |
| 2010        | CSI: NY                                    | Theodore Westwick        | Episodio "The 34th Floor"           |
| 2010        | Legend of the Seeker                       | Phillip                  | Episodio "Perdition"                |
| 2003 - 2006 | Mcleod's Daughters                         | Dave Brewer              | 100 episodios                       |
| 2001 - 2003 | The Saddle Club                            | Max Regnery              | 30 episodios                        |
| 1998 - 2003 | Blue Heelers                               | Peter Baines             | 2 episodios                         |
| 2002        | The Lost World                             | Rixxel                   | Episodio "The Imposters"            |
| 1999        | Thunderstone                               | Holocop                  | 4 Episodios                         |
| 1998        | State Coroner                              | Miles Penfield           | Episodio "The Gift of Life"         |
| 1994        | Snowy River: The McGregor Saga             | Ted                      | Episodio "The Cutting Edge"         |
| 1992 - 2010 | Neighbours                                 | Daniel Fitzgerald        | 525 episodios                       |

### Películas
| Año  | Título                              | Personaje            | Notas |
| ---- | ----------------------------------- | -------------------- | --- |
| 2013 | Thor: The Dark World                | Guardia de Einherjar | junto a Chris Hemsworth, Natalie Portman, Tom Hiddleston, Anthony Hopkins, Adam Critchlow & Richard Brake |
| 2011 | Criminal Behavior                   | Gavin Collins        | junto a Jamie-Lynn Sigler & Lou Diamond Phillips                                                          |
| 2006 | The Woman in Black                  | -                    | - |
| 2005 | The Great Raid                      | Mayor Lapham         | junto a James Franco & Joseph Fiennes.                                                                    |
| 2003 | The Extreme Team                    | -                    | junto a Chris Pratt & Jeremy Kewley                                                                       |
| 2002 | The Outsider                        | Ben Yoder            | junto a Naomi Watts, Jason Clarke & Tim Daly                                                              |
| 2001 | Abschied in den Tod                 | Mark Penhalligan     | - |
| 2001 | Blonde                              | Actor en la Fiesta   | junto a Poppy Montgomery, Patrick Dempsey & Patricia Richardson                                           |
| 2001 | Mallboy                             | Darren               | - |
| 2001 | Code Red                            | -                    | junto a Brian McNamara                                                                                    |
| 2000 | Halifax f.p: The Spider and the Fly | Scott Lovejoy        | junto a Rebecca Gibney, Essie Davis & Tony Barry                                                          |
| 1997 | The Last of the Ryans               | Detective            | junto a Richard Roxburgh                                                                                  |

### Teatro
| Año  | Obra               | Personaje              | Director      | Teatro | Notas               |
| ---- | ------------------ | ---------------------- | ------------- | ------ | ------------------- |
| 2006 | The Woman In Black | Joven Actor & Director | Robin Herford | -      | junto a John Waters |
| -    | Romeo and Juliet   | Tybalt                 | -             | -      | -                   |